# White Rock (Dakota del Sud)
White Rock è una città della contea di Roberts, Dakota del Sud, Stati Uniti, situata lunga il fiume Bois de Sioux. La popolazione era di 3 abitanti al censimento del 2010, rendendola la città meno popolata del Dakota del Sud. White Rock è la comunità più a nord-est del Dakota del Sud, essendo lungo il confine del Minnesota e un miglio a sud del Dakota del Nord.

## Geografia fisica
Secondo lo United States Census Bureau, ha un'area totale di 1,57 mi² (4,07 km²).

## Storia
Un ufficio postale chiamato White Rock fu istituito nel 1885 e rimase in funzione fino al 1965. White Rock ha preso il nome da un masso di granito bianco vicino al sito originale della città. Il masso omonimo successivamente fu distrutto e un silo fu costruito sul posto.

## Società

### Evoluzione demografica
Secondo il censimento del 2010, la popolazione era di 3 abitanti.

### Etnie e minoranze straniere
Secondo il censimento del 2010, la composizione etnica della città era formata dal 33,3% di bianchi, lo 0,0% di afroamericani, il 33,3% di nativi americani, lo 0,0% di asiatici, lo 0,0% di oceanici, il 33,3% di altre razze, e lo 0,0% di due o più etnie. Ispanici o latinos di qualunque razza erano il 33,3% della popolazione.